# Eustachio Manfredi
Pour les articles homonymes, voir Manfredi.
Eustachio Manfredi est un mathématicien, astronome et poète italien, né à Bologne le 20 septembre 1674, et mort dans la même ville le 15 février 1739 .

## Biographie
Eustachio Manfredi est le fils d'Alfonso Manfredi, notaire à Bologne, et d'Anna Maria Fiorini. Il a eu trois frères et deux sœurs.
Dès son plus jeune âge, il s'est donné à la poésie. Il a suivi les cours du collège des jésuites. Pour se fortifier dans le savoir philosophique, il a organisé dans la maison paternelle des petites assemblées de jeunes philosophes avec ses camarades de collège. Cette académie d'enfants est devenu avec le temps une académie d'hommes qui s'est transformée, en passant des études générales à des études sur l'anatomie, l'optique, puis à la physique expérimentale, appelée en 1690 Academia degli Inquieti (Académie des inquiets). C'est l'origine de l'Académie des sciences de l'institut de Bologne dont le palais a été inauguré en 1714.
Il a suivi les cours de droit civil et de droit canonique de l'université de Bologne qui sont les savoirs les plus utiles en Italie. Il a été reçu docteur dans ces deux droits à 18 ans, en 1691. Par curiosité, il s'est intéressé à l'astrologie judiciaire (décision ou jugement de Dieu annoncé par les astres), et son manque d'intérêt pour cette pratique, il s'est tourné vers l'étude de la géographie, puis à gnomonique dont l'étude des mathématiques qui étaient nécessaires à cette science l'a conduit à s'intéresser à la géométrie pure dont il a appris les principes avec Domenico Guglielmini. Puis de la géométrie, il est passé à l'algèbre. Ayant pris goût pour l'étude des mathématiques, il a abandonné la jurisprudence.
Fontenelle raconte qu'il abandonne le droit, qui lui avait été si utile, pour continuer à faire de la poésie, d'abord en s'inspirant de celle qui rencontrait des succès. Mais rapidement il s'est aperçu que le goût de son époque était faux. Il s'est alors rapproché des modèles anciens pour le fond de la composition mais en conservant la magnificence de style que ses contemporains aimaient. Eustachio Manfredi a fait un grand nombre de sonnets sur toutes sortes de sujets. Il a fait des poèmes que les Italiens appellent Canzoni dont un est dédié à Giulia Caterina Vandi qui s'est faite religieuse. Son goût pour les mathématiques l'a amené à écrire sur les tourbillons de Descartes dans le même poème. Il a été membre de l' Accademia dell'Arcadia sous le nom d' Aci Delpusiano. Le livre Rime del  Dottore Eustachion Manfredi a d'abord été publié à Bologne, en 1713. L'édition définitive de ses poèmes a été publiée par son ami Giampietro Zanotti, en 1748.
La méridienne de Bologne réalisée en 1655 par Jean-Dominque Cassini dans l'église San Petronio était abandonnée. À 22 ans, Manfredi de devenir astronome pour s'en occuper. Il a été secondé par son ami, M. Stancari. Il étudièrent ensemble les livres d'astronomie, puis se mirent à observer avec les meilleurs instruments qu'ils ont fait construire et ont été les premiers en Italie à avoir une horloge à cycloïde. Il a construit un petit observatoire chez lui où ses trois frères et ses deux sœurs sont aussi venus pour observer les mouvements célestes.
En 1698, il est fait lecteur public de Mathématique de l'Université de Bologne. Puis des problèmes domestiques ont obligé son père à quitter Bologne en laissant des affaires en mauvais état et une famille dont il a dû assurer la charge. La charge de lecteur public de Mathématique et la poésie ne suffisant pas, il a été aidé par le marquis Orfi. Ces affaires se sont rétablies et a alors pu jouir de la tranquillité.
En 1704, la cité de Bologne a donné à Manfredi la charge de surintendant des Eaux. Eustachio Manfredi abandonna pour un temps l'étude de l'astronomie pour se consacrer à l'hydrostatique. Le problème de la gestion des eaux intéressait plusieurs États, dont Ferrare, Mantoue, Modène et Venise. Les contestations entre ces États sur la gestion des eaux l'ont amené à faire de nombreuses recherches et à trouver des conciliations entre eux. Cela lui valut d'être reconnu mais l'a conduit à intervenir dans la contestation entre l'État ecclésiastique et le Grand-duché de Toscane concernant la Chiana, en 1710, sur les différends entre la Toscane et la République de Lucques, les débordements du Serchio à Lucques, la réparation des ports et le dessèchements des marais.
L'essentiel de ce qu'il a écrit sur les eaux a été publié à Florence, en 1723.
En 1704, il a été nommé directeur du collège de Montalte, fondé à Bologne par Sixte V pour les jeunes gens destinés à l'Église ayant au moins 18 ans. Ces derniers se faisaient gloire d'avoir triomphé des règles et de la discipline. Le nouveau recteur devait les ramener à l'étude de l'histoire ecclésiastique, à la théologie et aux canons.
En 1711, Eustachio Manfredi avait été nommé astronome de Institut des sciences de Bologne. Il a été nommé directeur de l'observatoire de l'Institut des sciences et a conservé ce poste jusqu'à sa mort. Il a alors abandonné le collège pontifical et la poésie.
Quatre ans plus tard il a publié deux volumes d'éphémérides (Ephemerides motuum coelestium) dédiés au pape Clément XI dans lesquels il affirme ne y avoir fait entrer d'astrologie judiciaire. Dans le premier volume est une introduction à l'astronomie et aux éphémérides en général. Le second volume contient les éphémérides entre 1715 et 1725 calculées sur les tables non imprimées de Cassini et sur observations faites à Paris. On y trouve le passage des planètes par le méridien, les éclipses des satellites de Jupiter, les conjonctions de la Lune avec les principales planètes, les cartes des pays qui doivent être couverts par l'ombre de la Lune pendant les éclipses solaires. Deux autres tomes d'éphémérides ont été publiés, le premier pour les années 1726 à 1737, le second de 1738 à 1750. Pour réaliser ses ouvrages, il a été aidé par plusieurs personnes dont ses deux sœurs qui ont fait les calculs des deux premiers tomes.
Avec Vittorio Francesco Stancari, il a découvert la comète C/1707 W1 le 29 novembre 1707. Le 9 novembre 1723, il a observé la conjonction de Mercure avec le Soleil dans l'observatoire de l'Institut des sciences. Il a publié cette observation dans De transitu Mercurii per solem anno 1723, en 1724.
Il est nommé associé étranger de l'Académie royale des sciences le 24 août 1726. Il est reçu par la Royal Society de Londres en 1729.
C'est dans cette période qu'a été observé en Angleterre des aberrations ou écarts des étoiles fixes. Eustachio Manfredi s'est alors lancé dans leur étude qui demandait des mesures assidues et précises. Il a publié en 1729 un ouvrage sur ce sujet un ouvrage dédié au cardinal da Via avec les observations et les conclusions qu'il en tirait. En 1730, il a publié un nouvel ouvrage dans lequel il tenait compte de ce qui avait été écrit sur le même sujet en Angleterre et ailleurs, dédié à Antonio Leprotti, médecin du pape. On a cru d'abord que ce phénomène était dû au mouvement de la Terre par rapport aux étoiles fixes. Cette hypothèse aurait interdit aux Italiens d'en faire l'étude car contraire à l'avis du Saint-Siège contre le système de Copernic, mais, heureusement, l'astronome anglais James Bradley a supposé que ce phénomène était pour une part dû au mouvement de la Terre, mais combiné au mouvement de la lumière découvert par Rømer et Cassini. Manfredi a fait quelques résistance à ce système mais il s'en est servi comme s'il l'acceptait.
Francesco Bianchini avait laissé après sa mort, en 1729, une grande quantité d'observations astronomiques et géographiques dans le désordre. Il a entrepris d'y remettre de l'ordre pour les publier.
En 1736, il a publié un ouvrage sur la Méridienne de San Petronio (De gnomone meridiano bononiensi) et a été chargé de la réparer. Cassini se sert de la méthode proposée par Eustachio Manfredi dans ce traité pour observer le solstice d'été de 1738

## Publications

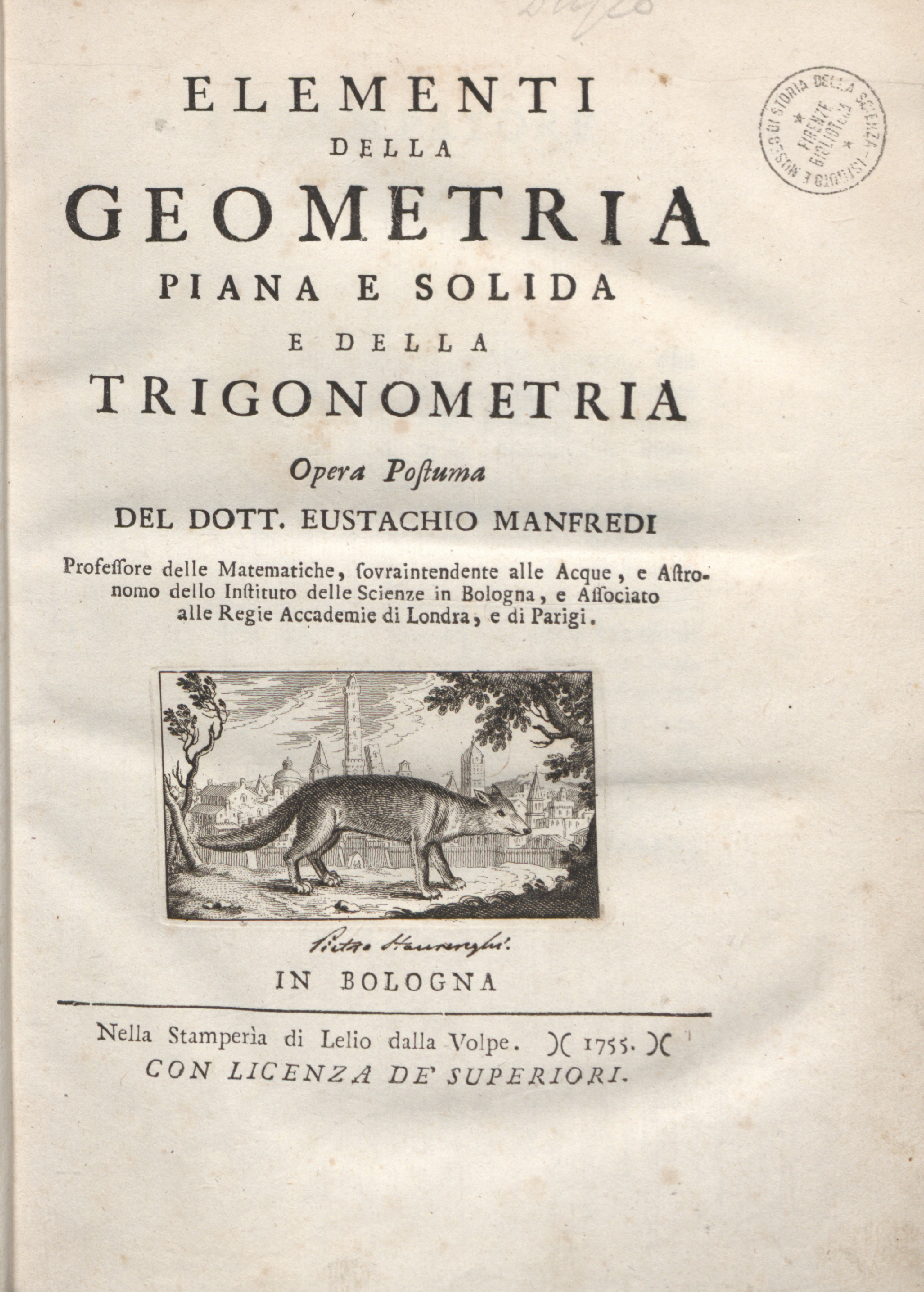
Elementi della geometria piana e solida e della trigonometria, 1755.

- Ephemerides motuum coelestium (1715-1725)
- De transitu Mercurii per solem anno 1723, en 1724
- De gnomone meridiano bononiensi, en 1736
- Instituzioni astronomiche, en 1749

### Histoire de l'Académie royale des sciences
- Sur la détermination de la figure de la Terre par la parallaxe de la Lune, dans Histoire de l'Académie royale des sciences - Année 1734, Imprimerie royale, Paris, 1734, p. 59-63 (lire en ligne)
- Sur l'observation du solstice d'été en 1738, dans Histoire de l'Académie royale des sciences - Année 1738, Imprimerie royale, Paris, 1740, p. 75-76 (lire en ligne)

### Mémoires de l'Académie royale des sciences
- Méthode de vérifier la figure de la Terre par les parallaxes de la Lune, dans Mémoires de l'Académie royale des sciences - Année 1734, Imprimerie royale, Paris, 1734, p. 1-20 et planches (lire en ligne)

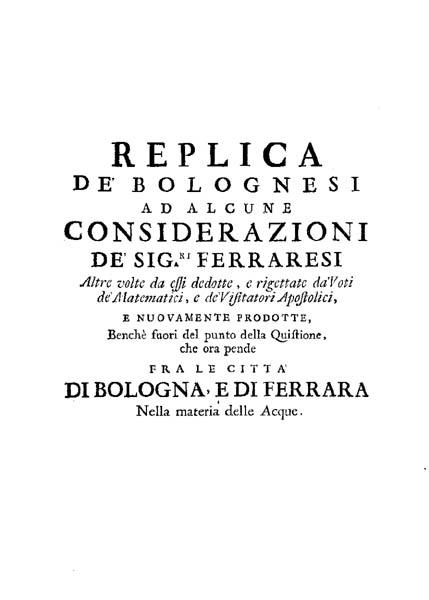
Replica de' bolognesi ad alcune considerazioni de' sig.ri ferraresi nella materia delle acque, 1717
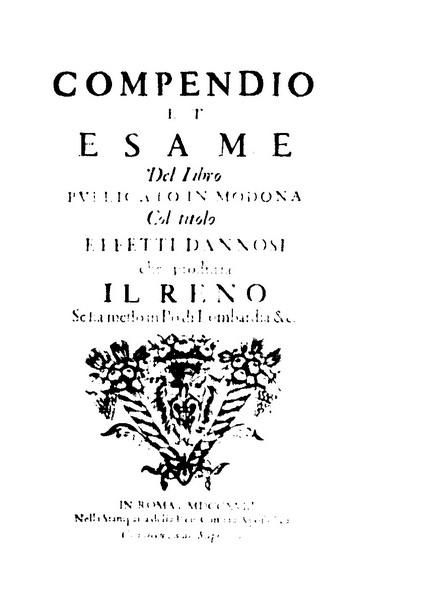
Compendio et esame del libro pubblicato in Modena col titolo Effetti dannosi che produrrà il Reno se sia messo in Po' di Lombardia, 1718
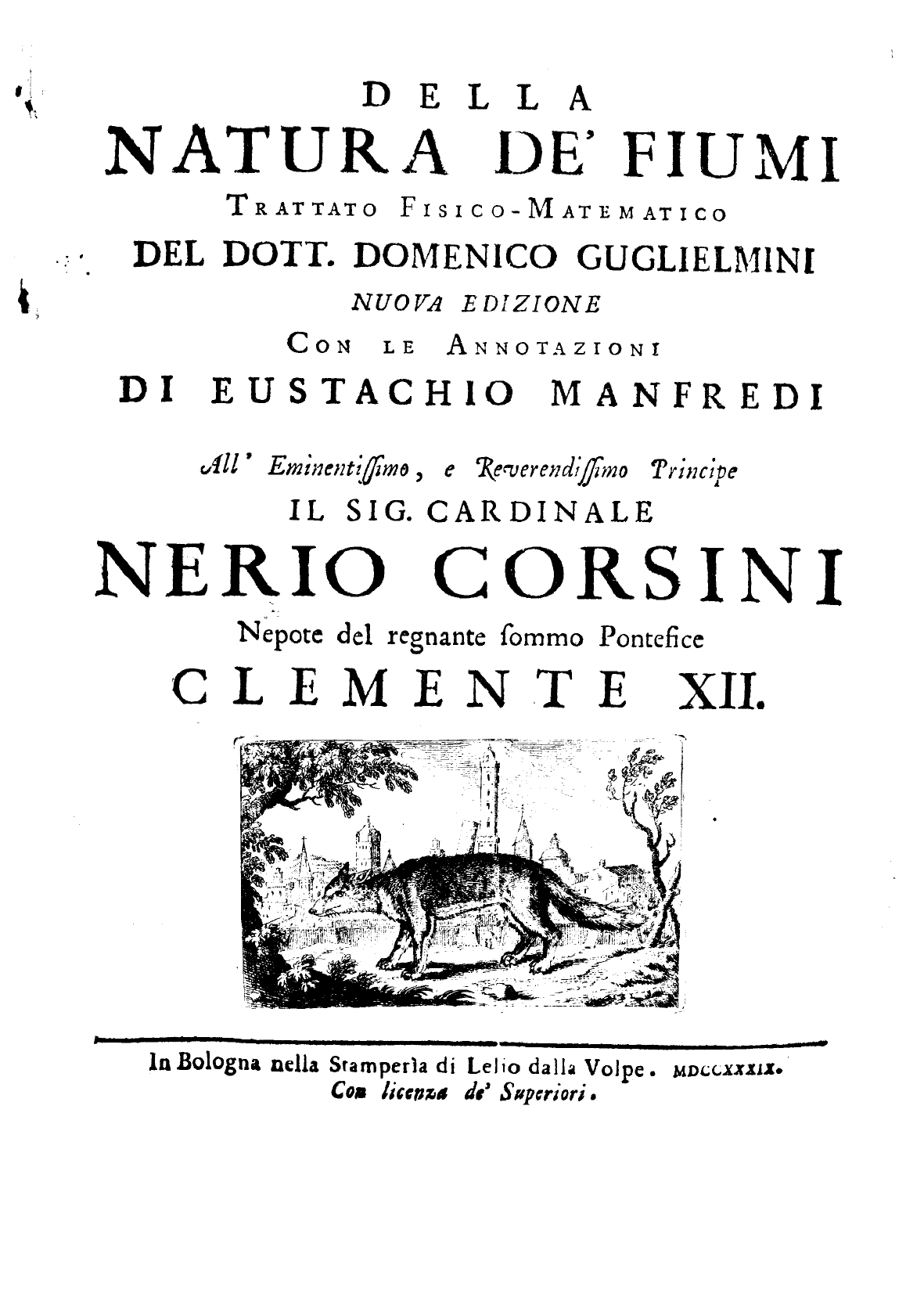
Domenico Guglielmini, Della natura de’ fiumi, trattato fisico-matematico. Nuova edizione con le annotazioni di Eustachio Manfredi, 1739

## Postérité
L'astéroïde (13225) Manfredi est nommé en son honneur et en celui de ses frères Gabriele (1681-1761) et Eraclito (1682-1759).